# Constança Manuel
Constança Manuel, född 1316, död 1349, var drottning av Kastilien 1325–1327 som gift med Alfons XI av Kastilien, och kronprinsessa av Portugal 1340–1349 som gift med Peter I av Portugal.

## Biografi
Constança Manuel var dotter till den kastilianska prinsen Don Juan Manuel, sonson till kung Ferdinand III av Kastilien, och Konstantia av Aragonien. 

### Drottning av Kastilien
Constança Manuels far satt i regentrådet för hennes släkting Alfons XI av Kastilien under hans omyndighet 1312–1326. Hon gifte sig med Alfons X 28 november 1325. Hon blev lagligt sett drottning av Kastilien och använde sedan titeln och behandlades som drottning. På grund av brudens ålder blev dock äktenskapet aldrig fullbordat, och kunde därför lätt upplösas 1327 när kungen fick politisk anledning att gifta sig med Maria av Portugal. Giftermålet ägde rum 1328.

### Kronprinsessa av Portugal
När Portugals kung Alfons IV av Portugal hörde att hans dotter Maria av Portugal blev illa behandlad av Alfons XI, arrangerades äktenskapet mellan Constanca och Portugals kronprins Peter I av Portugal för att kompensera Portugal för Marias problem i Kastilien. Trolovningen ägde rum 1335, en vigsel genom ställföreträdare 28 februari 1336, och 24 augusti 1340 ägde den slutliga vigseln rum i Lissabon. Paret fick fyra barn. Hennes make inledde ett förhållande med Inês de Castro, som hade följt med henne som hovdam från Kastilien, senast 1344.